# Moroyama
Moroyama (japanska: 毛呂山町?, Moroyama-machi) är en landskommun (köping) i Saitama prefektur i Japan. 